# Hipogonadizem
Hípogonadízem je zmanjšano izločanje spolnih hormonov. Lahko jo obravnavamo v sklopu pozne pubertete ali kot samostojno bolezensko sliko. Označuje ga nezadosten ali nikakršen razvoj spolnih organov (maternica, jajčniki, nožnica, zunanje spolovilo) in odsotnost sekundarnih spolnih znakov (razvoj dojk, medeničnih kosti, kopičenje pokožnega maščevja po ženskem tipu).
Hipogonadizem je etiološko lahko hipogonadotropen, ko osrednje živčevje (hipotalamus, hipofiza) pomanjkljivo spodbuja jajčnike, ali pa gre za hipergonadotropno obliko, ko spolnih žlez ni, niso razvite ali so kirurško odstranjene. Pri večini oblik hipogonadotropnega hipogonadizma je možno etiološko zdravljenje, pri vseh oblikah hipergonadotropnega hipogonadizma pa je zdravljenje le simptomatsko. Najpogostejša oblika hipergonadotropnega hipogonadizma je idiopatska – konstitucijska oblika v sklopu kasne pubertete. Zdravljenje je simptomatsko – dodajanje estrogenov in gestagenov za razvoj sekundarnih in primarnih spolnih znakov. Če ni spontane ovulacije, se pri zdravljenju anovilacijske neplodnosti uporabljajo gonadotropini. Najbolznačilno sliko hipergonadotropnega hipogonadizma predstavlja Turnerjev sindrom, ki se kaže z značilno klinično in kromosomsko sliko. Etiološko zdravljenje disgenetičnih spolnih žlez ni možno. Primerno je le hormonsko z estrogeni in gestageni.

## Hipergonadotropni hipogonadizem
Vzrokov za njegov nastanek je veliko. Najpogosteje se pojavlja kot idiopatski hipopituitarizem in kot izolirano pomanjkanje hipotalamičnega sproščevalnega hormona gonadotropinov (GnRH) (Kallmanov sindrom). Manj pogosti za nastanek hipogonadizma so razvojne anomalije glave in možganov, hipotalamično-hipofizni tumorji, bolezen anorexia nevrosa, primarna hipotiroza in v sklopu genopatij Prader-Willijev sindorm.
Idiopatski hipogonadizem označuje zakasnelo spolno dozorevanje, ki mu ustreza tudi kostna starost. Pojavlja se lahko v sklopu konstitucijske ali družinske kasne pubertete, ko telesni in duševni razvoj kasnita; spolni organi, menstruacijski ciklus in sekundarni spolni znaki se razvijejo kasneje (po 16. letu starosti) kot je to obijčano v normalni populaciji.
Koncentracija gonadotropinov je majhna in kaže predpubertetni vzorec; odziv na spodbujanje z GnRH je majhen ali ga ni, koncentracije estradiola v plazmi so nizke in le počasi naraščajo. Primarni in sekundarni spolni znaki se razvijajo počasi in dosežejo končno stopnjo razvoja v starosti 18 do 19 let.
Zdravljenje je umestno le pri hujših psihičnih težavah, predvsem pri motnjah v socializaciji in vključevanju v družbo zaradi infantilizma. Uporabljamo estrogene v peroralni obliki s stopnjevanjem odmerka na 6 mesecev. Izjemoma uporabljamo čiste sintetične (ne naravne) estrogene v naraščajočih odmerkih. Ker še ni indukcije endometrijskih receptorjev za estrogene, dodajanje gestagenov ni obvezno takoj, ampak šele v obdobju uporabe večjih odmerkov. S hormonskim zdravljenjem izzovemo razvoj primarnih in sekundarnih spolnih znakov, hkrati pa s steroidi senzibiliziramo hipotalamično-hipofizne centre, kar lahko vzpodbudi sintezo receptorjev za vzpostavitev delovanja povratnih zvez. Po prenehanju hormonskega zdravljenja je potrebna ponovna določitev koncentracije gonadotropinov. Če gonadotropinski vzorec ostaja na predpubertetni ravni, je umestno spodbujanje delovanja jajčnikov z gonadotropini kot gonadotropinski test, ki je diagnostično-terapevtski. Odzivanje jajčnikov na majhne odmerke gonadotropinov kaže na konstitucijsko obliko hipogonadizma, na velike odmerke pa na motnje v sintezi endogenih gonadotropinov. Če se kljub omenjeni terapiji ne prične spontani razvoj, je potrebno zdravljenje z estrogeni in gestageni vsaj eno leto.
Kallmanov sindrom označuje izolirano pomankanje GnRH. Bolezen je lahko dedna kot avtosomno dominantna, avtosomno recesivna ali na kromosom X vezana recesivna oblika. Hkrati s hipogonadizmom se zaradi odsotnosti olfaktornega lobusa pojavlja anozmija. Nevroni, ki izločajo GnRH, izhajajo iz olfaktornega lobusa in potekajo v možganih vzporedno z olfaktornimi živci. Stopnja anozmije je različna – od popolnega do delnega zmanjšanja voha le za določene snovi – odvisno od stopnje prizadetosti oziroma odsotnosti olfaktornega lobusa. Bolezen se pogosteje pojavlja pri ženskah; tudi pri moških poteka s hipogonadizmom in anozmijo ali hipozmijo. Za razvoj spolnih znakov je primerno hormonsko zdravljenje z estrogeni in gestageni, za indukcijo ovulacije pa le z gonadotropini.

## Turnerjev sindrom
Najpogostejša oblika hipergonadotropnega hipogonadizma je Turnerjev sindrom ali gonadna disgeneza. Bolnice s klasično obliko bolezni imajo kariotip 45XO. Pogost je mozaicizem in lahko vključuje 45XO/46XX ali 45XO/47XXX ali 45XO/46XX/47XXX ali obročasti X-kromosom. Fenotipsko so izražene različne motnje v rasti, kar se kaže z majhno postavo; prisotne so kardiovaskularne abnormnosti (koarktacija aorte), razvojne nepravilnosti urogenitalnega trakta, gotsko nebo, nizko narastišče las, pterigij na vratu, ščitast prsni koš in številni pigmentni nevusi. Bolnice imajo normalno razvito maternico, jajcevode in nožnico, na mestu jajčnikov pa so le vezivni trakovi. Razvoj sekundarnih spolnih znakov in menstruacijski ciklus izzovemo z estrogeni in gestageni, ki načeloma trajajo toliko let, kot je sicer pri ženski rodno obdobje.